# ترنس مدیال

لوگوی ترنس مدیال

ترنس مدیال یک فستیوال سالانه درباره هنر و فرهنگ مجازی است و در شهر برلین به مدت پنج روز (اواخر ژانویه و اوایل فوریه) برگزار می‌شود. این فستیوال از سال ۱۹۸۸ و در چهارچوب جشنواره بین‌المللی فیلم برلین بنیاد نهاده شده است.